# (23899) Kornoš
(23899) Kornoš, désignation internationale (23899) Kornos, est un astéroïde de la ceinture principale.

## Description
(23899) Kornos est un astéroïde de la ceinture principale. Il fut découvert le 17 septembre 1998 à la station Anderson Mesa par le programme LONEOS. Il présente une orbite caractérisée par un demi-grand axe de 2,70 UA, une excentricité de 0,14 et une inclinaison de 13,2° par rapport à l'écliptique.

## Compléments